# (24479) 2000 WU157
(24479) 2000 WU157 est un astéroïde troyen de Jupiter découvert en 2000.

## Description
(24479) 2000 WU157 a été découvert le 30 novembre 2000 à l'observatoire Magdalena Ridge, situé dans le comté de Socorro, au Nouveau-Mexique (États-Unis), par le projet Lincoln Near-Earth Asteroid Research (LINEAR).

### Caractéristiques orbitales
L'orbite de cet astéroïde est caractérisée par un demi-grand axe de 5,16 UA, un périhélie de 4,71 UA, une excentricité de 0,09 et une inclinaison de 21,75° par rapport à l'écliptique. Du fait de ces caractéristiques, à savoir un demi-grand axe compris entre 4,6 et 5,5 UA et un périhélie inférieur à 0,3 UA, il est classé, selon la JPL Small-Body Database, astéroïde troyen de Jupiter du camp troyen. Il est situé au point de Lagrange L4 du système Soleil-Jupiter.

### Caractéristiques physiques
(24479) 2000 WU157 a une magnitude absolue (H) de 11,9 et un albédo estimé à 0,047.